# Pacora (Panama)
Pacora è un comune (corregimiento) della Repubblica di Panama situato nel distretto di Panama, provincia di Panama. Si estende su una superficie di 399,4 km² e conta una popolazione di 52.494 abitanti (censimento 2010).